# Salzburger Altstadt (links)
Die Altstadt Salzburgs gliedert sich in zwei von der Salzach getrennte Teile der Stadt Salzburg: den Teil westlich und orografisch links der Salzach, der den ältesten Kern der Stadt bildet, sowie die Altstadt rechts der Salzach.
Die Linke Altstadt, der eigentliche Stadtteil, wird im Westen vom Mönchsberg und im Süden vom Festungsberg mit Nonnberg als Landschaftsräumen umfasst. Im Norden bot einst der Müllner Hügel mit der alten Vorstadt Mülln eine höhere strategische Sicherheit. Auf diese Weise von drei Seiten durch Berge geschützt, wird die Linke Altstadt im Osten durch den Flusslauf der Salzach begrenzt. Der südlichste Teil der Linken Altstadt um die Kaigasse wird allgemein als Kaiviertel bezeichnet.
Linke Altstadt mit Kaiviertel, Festungsberg und Mönchsberg gehören zum UNESCO-Welterbe Historisches Zentrum der Stadt Salzburg (englisch Historic Centre of the City of Salzburg).

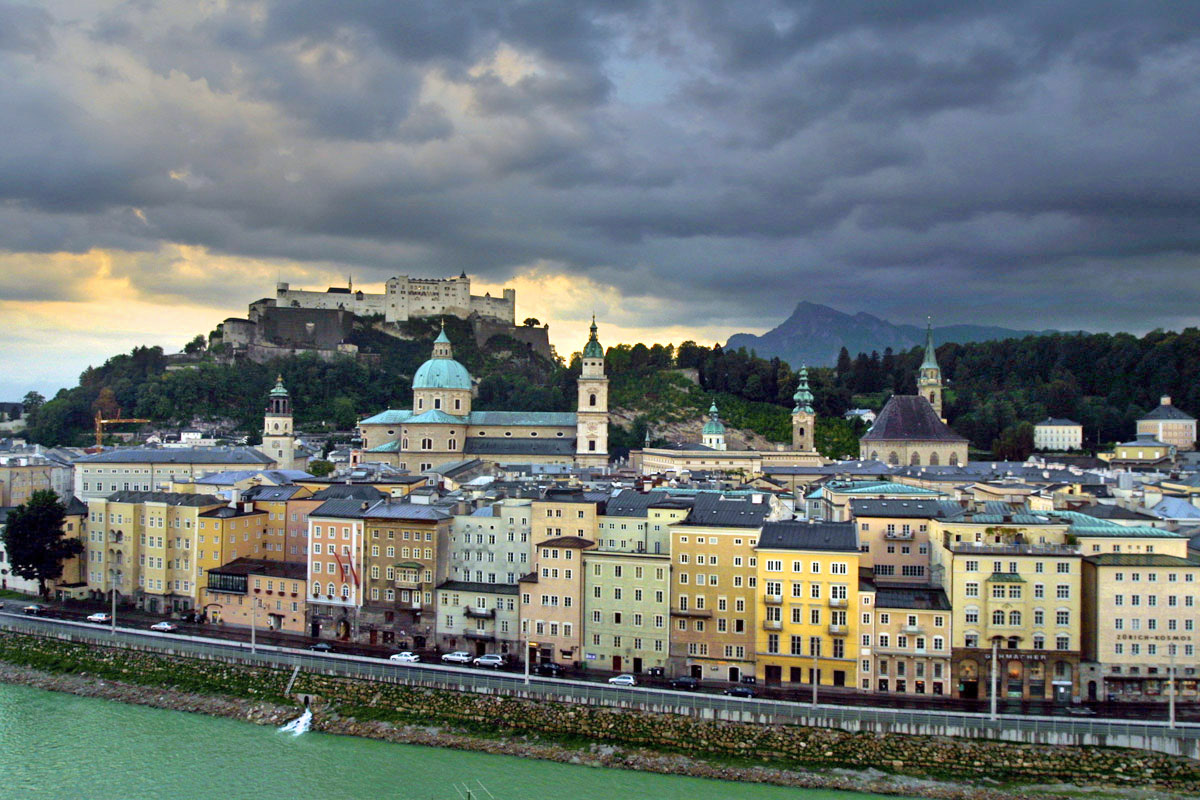
Blick vom Kapuzinerberg auf die Salzburger Altstadt, im Vordergrund die Salzach und der Rudolfskai.

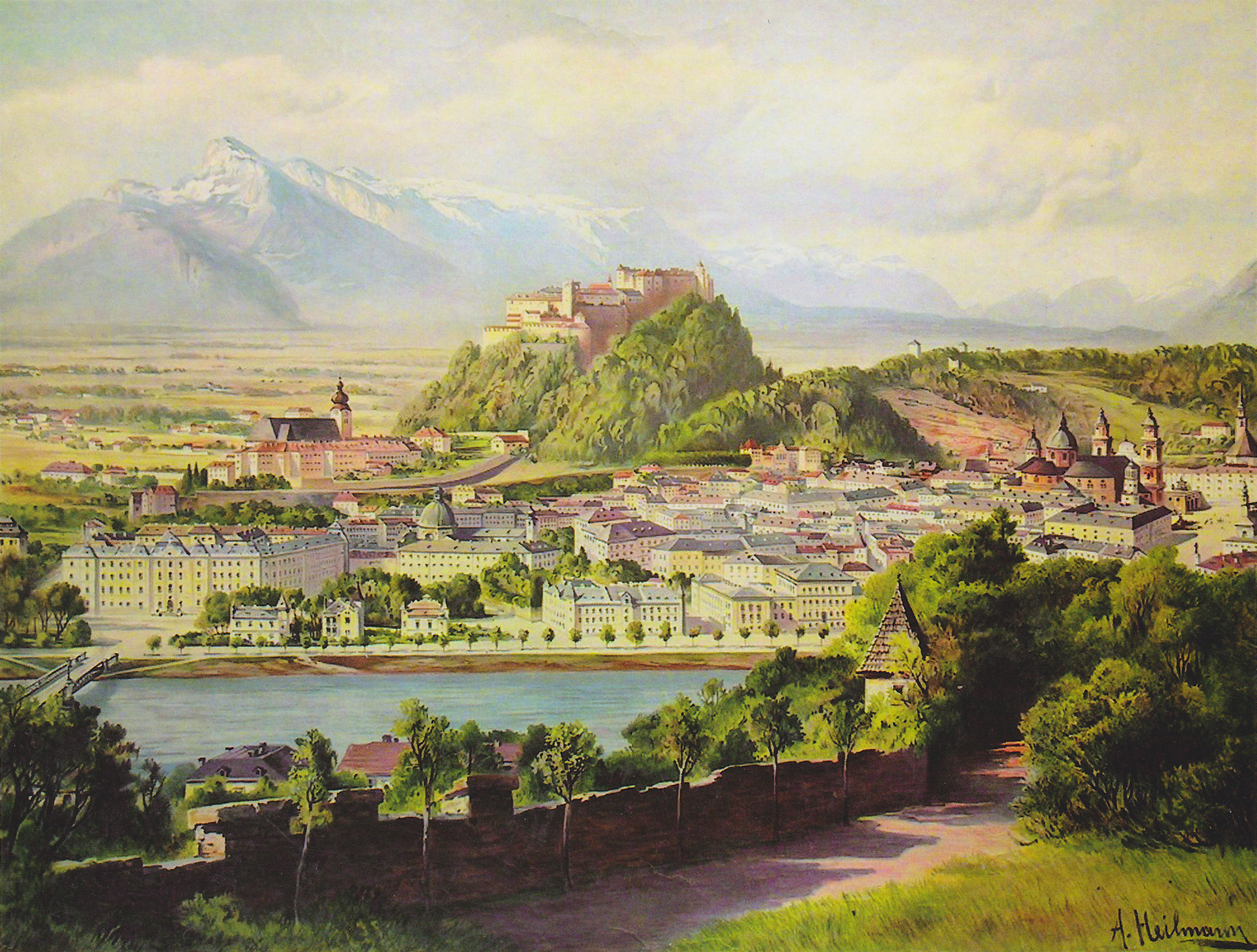
Farblithografie von Anton Paul Heilmann

## Kirchen

### Salzburger Dom

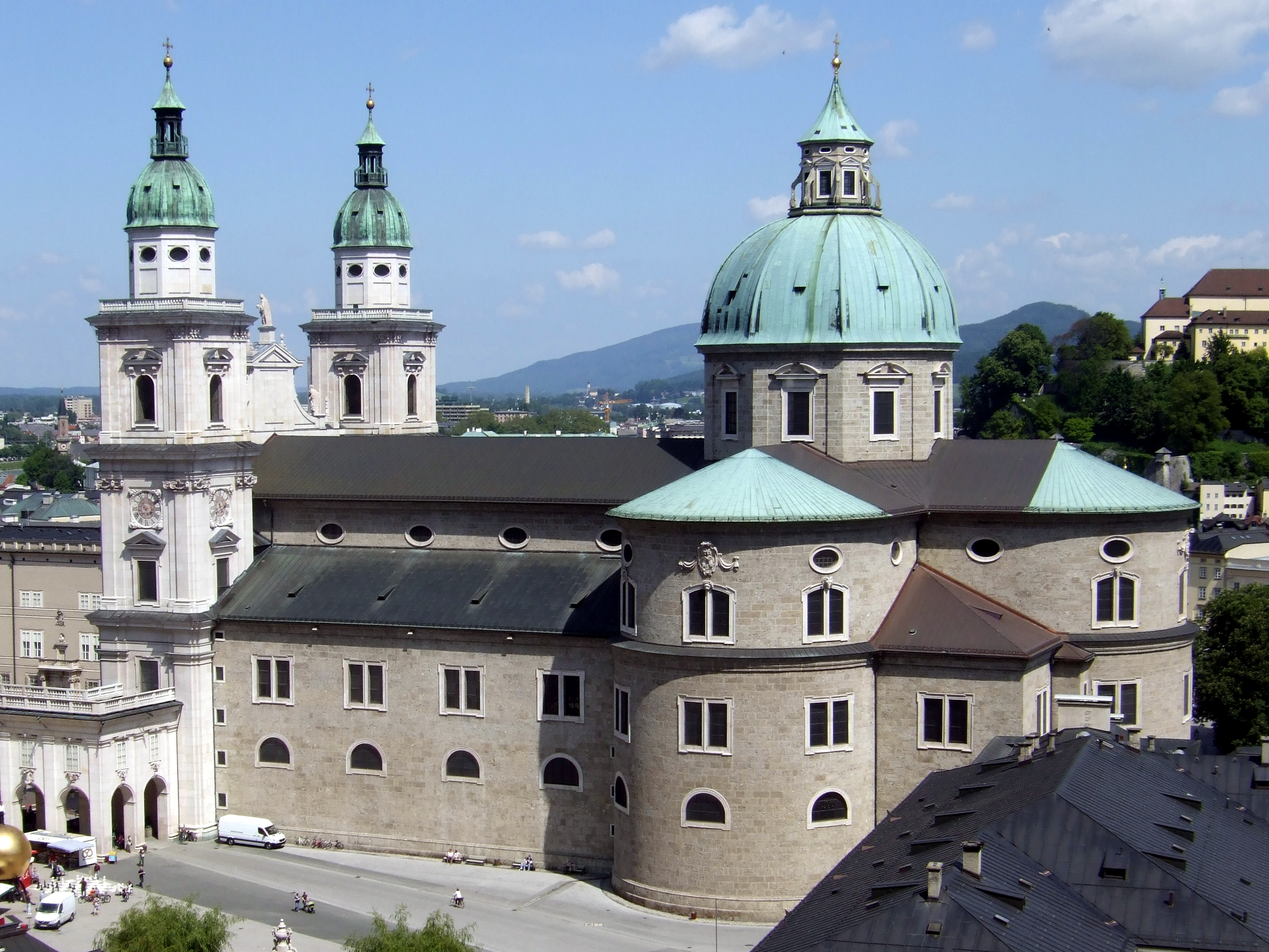
Ansicht des Domes von der Festungsgasse

Das zentrale kirchliche Gebäude der Stadt Salzburg ist der den Heiligen Rupert und Virgil geweihte Salzburger Dom. Der älteste Vorgängerbau des heutigen Domes, der mit seinen drei Kirchenschiffen einer der größten Kirchenbauten des 8. Jahrhunderts war, wurde von 767 bis 774 unter Bischof Virgil errichtet und 1139 mit zwei hohen Kirchtürmen versehen. 1167 brannte der Dom ab. Darauf wurde der noch stattlichere Konradinische Dom errichtet, die damals größte Basilika nördlich der Alpen. Als dieser Dom bei einem Brand 1598 wiederum schwer beschädigt wurde, ließ Erzbischof Wolf Dietrich von Raitenau ihn abreißen um einen noch größeren zu bauen. Sein Nachfolger Markus Sittikus von Hohenems entfernte aber die ersten Fundamente und begann mit einem kleineren Dombauwerk. Dieser Bau, von Dombaumeister Santino Solari geplant, wurde 1628 unter Paris Lodron eingeweiht.
Die geschlossene Marmorverkleidung der Hauptfassade mit ihren oben achteckigen Kirchtürmen und den vier Marmorfiguren an den Eingängen ist vom Domplatz aus zu sehen.

### Stiftskirche St. Peter
Die erste Klosterkirche von St. Peter wurde um 696 errichtet, als Rupert (Hruodpert) die dortige romanische Klostergemeinschaft erneuerte. Die heutige Kirche geht im Kern auf einen Bau zurück, der 1125–1143 erbaut wurde. Der mächtige Kirchturm, der um 1400 romanisierend erhöht wurde, stammt im Kern aus dem 9. Jahrhundert.
Im Geist der Renaissance wurde die Kirche 1605/06 umgestaltet, 1619/20 eingewölbt und 1622 mit einer schlanken Vierungskuppel versehen. Der unverwechselbare barocke Zwiebelturm wurde unter Abt Seeauer 1756 errichtet. Die beiden Hochaltäre hat im Wesentlichen Martin Johann Schmidt, genannt Kremser Schmidt, gestaltet. Das Innere der Kirche wurde 1760–1766 mit reicher Rokokoausstattung (Rocaillestuck und Deckenbilder) geschmückt. Die alte romanische Baustruktur bleibt dabei gut erkennbar.

### Kirche St. Michael
Die Kirche zu Ehren des Erzengels Michael ist die älteste Pfarrkirche der Stadt Salzburg. Ihre Ursprünge reichen in die Zeit der Karolinger zurück. Die Kirche wurde neben der bayrischen Pfalz, dem herzoglichen Verwaltungssitz der Agilolfinger, und dem ältesten Gerichtssitz der Stadt, damals allgemein Schranne genannt, errichtet. Noch vor 800 ist hier „an der Pforte“ die älteste Kirche St. Michael nachgewiesen, die von Anbeginn eine Filialkirche von St. Peter war. Bis ins 12. Jahrhundert war die Michaelskirche zugleich kaiserliche Pfalzkapelle und Pfarrkirche der Bürgerschaft. So besaß sie folgerichtig zwei Zugänge und zwei Stockwerke. Der obere Stock war für den Kaiser und sein Gefolge und besaß seinen Zugang von der Pfalz, das untere Stockwerk war für die Bürger. Nach Verlegung des alten Marktplatzes und bald auch des Gerichtssitzes lag das Kirchlein nicht mehr im Mittelpunkt des Bürgerlebens. Auch löste die Marienkirche (heute Franziskanerkirche) und später der Dom die Michaelskirche als Pfarrkirche ab. 1767–1778 wurde diese Kirche im Auftrag von Abt Beda Seeauer erneut umgebaut und dem Zeitgeschmack entsprechend neu ausgestaltet. Der heutige Marmorhochaltar mit dem Bildnis des Heiligen Michael wurde 1770 verändert.

### Stiftskirche Nonnberg Maria Himmelfahrt
Um 715 gründete Hruodpert (Rupert) am Nonnberg das Benediktinenstift Nonnberg (heute das weltweit älteste christliche Frauenkloster mit ununterbrochener Tradition), Ruperts Nichte Erentrudis war die erste Äbtissin. Um 1006 brannte die erste Klosterkirche ab. Eine neue Klosterkirche wurde mit maßgeblicher Unterstützung durch Heinrich II. 1009 vollendet. Aus romanischer Zeit sind der mächtige Kirchturm, Portalteile und unter dem Nonnenchor das „Paradies“ mit seinen Fresken (um 1140) erhalten.
Nach dem Brand 1423 wurde die Kirche ab 1464 spätgotisch wiedererrichtet. Das gotische Kirchenschiff besitzt fialengeschmückte Kirchenfenster, wobei das gotische „Claner-Fenster“ hinter dem Altar besondere Bedeutung besitzt. Es wurde vom Salzburger Bürger und späteren Bürgermeister Augustin Claner 1473 gestiftet und von Hemmel von Andlau geschaffen. 
Der gotische Flügelaltar (aus der Werkstatt des Hallstätter Meisters) stammt samt den neugotischen Ergänzungen aus der Abtenauer Kirche. Der stets sehr dunkle Kirchenraum mit dem erhöhten Chor über der Krypta verleiht der Kirche eine eigene Stimmung. An hohen Festtags-Gottesdiensten ist hier der zeitlos-meditative gregorianische Gesang des Nonnenchores zu hören.

### Bürgerspitalkirche St. Blasius
Schon die Admonter Mönche bauten hier auf ihrem Grund eine erste Kapelle die ihrem Schutzpatron, dem Heiligen Blasius geweiht war. Erzbischof Konrad III v. Leibnitz ließ nach erfolgtem Grundtausch mit den Mönchen hier 1327 ein Spital für kranke, alte und sieche Bürger der Stadt errichtet, wo zumindest eine Grundversorgung und eine Betreuung sichergestellt werden sollte. 1330 wurde für das neue Spital der in Grundzügen bis heute erhaltene dreischiffige Kirchenbau mit seinem Kreuzrippengewölbe geschaffen. Später wurde das Spital in den Mönchsberg hinein erweitert, wobei vor den neu geschaffenen Zellen Laubenbögen nach außen führen, die erhalten sind. (Nochmals wurde dann 1570 mit dem Pfründnerhaus das Spital erweitert.) 1410–1428 wurde in die Kirche eine Empore eingebaut, wobei die Emporenbrüstung als durchbrochenes Maßwerk gestaltet ist. Das neue obere Geschoß diente nun als Betchor für die Pfründner, wodurch die Kirche zur Doppelkirche wurde, die zwei gegenüberliegenden Eingängen einerseits für Bürger und anderseits für Pfründner besaß. Der Altar war nun in der Mitte das Langhauses angeordnet. In der Barockzeit besaß die Kirche sogar 9 Altäre, bis Erzbischof Colloredo einen Großteil der Altäre wieder entfernen ließ. Die Nischenarchitektur an der Ostfassade ist neugotischen Ursprungs. Die Glasfenster im Osten wurden 1947 von Albert Birkle geschaffen. Der ehemalige Betchor der Pfründner ist heute von der Kirche getrennt und als „Gotischer Saal“ bekannt. Er wird als Konzertsaal vielfältig genutzt.
Jeden Sonntag 18:30 HL Messe und 19:30 Loretto Gebetskreis im Gotischen Saal.

### Franziskanerkirche Zu unserer Lieben Frau
Die erste Kirche ist vermutlich älter als der Dombau des Heiligen Virgil. Sie war dabei ursprünglich Tauf- und Synodalkirche der Stadt. Zwischen 1130 und 1583 war sie zudem Klosterkirche der Petersfrauen. 1189–1635 ist sie Pfarrkirche der Stadt (vorher war dies die Michaelskirche, nachher der Dom). Eine neue Weihe der Kirche im Jahr 1223 lässt auf einen damals eben fertiggestellten Neubau schließen, die heutige Kirche dürfte im Langhausbereich aber bereits ins 12. Jahrhundert zurückreichen. Auch diese Marienkirche wurde beim Stadtbrand von 1267 großteils zerstört. Nach 1408 wird ein weitgehender Neubau erwogen, der wenige Jahre später unter Meister Hans von Burghausen begonnen und nach dessen Tod im Jahr 1432 von Stephan Krumenauer beendet wird. Die Turmobergeschoße wurden 1486 bis 1498 errichtet. 1592 übergab Wolf Dietrich von Raitenau die Kirche den neu ins Land gerufenen Franziskanern als Klosterkirche. Die Franziskanerkirche besteht aus zwei Teilen; dem ursprünglichen romanischen Langhaus-Basilika mit ihrem Kreuzrippengewölbe und daran anschließend in der gleichen Breite wie das Langhaus dem feingliedrigen spätgotischen Chor mit Sternrippengewölbe. Der heutige Hochaltar wurde 1709 anstelle eines großen gotischen Altares von Michael Pacher von Johann Bernhard Fischer von Erlach errichtet, wobei er aus dem alten Schnitzaltar die Figur der Maria in den neuen Altar einbaute.
Am Rand der Kirche befinden sich eine Reihe von Chorkapellen: die Geburt-Christi-Kapelle, die Rochuskapelle, die Kreuzkapelle, die Josefskapelle, die Sebastiankapelle, die Annakapelle und die Franziskuskapelle (letztere mit einem Wandgemälde von Johann Michael Rottmayr).

### Kollegienkirche (Universitätskirche)
Erzbischof Johann Ernst von Thun, der „Stifter“ setzte gegen manche Widerstände den lang geplanten Kirchenbau um. Der Architekt der Kirche war dabei Johann Bernhard Fischer von Erlach. Die Kirche ist heute der bedeutendste Kirchenbau der Stadt Salzburg neben dem Dom, ein Hauptwerk des Barockarchitekten Erlach und ein Kirchenbau von internationalem Rang. Erlach lässt hier zugunsten der Erlebbarkeit des Gesamtbauwerkes und seiner Architektur die Gestaltung der detaillierenden Schmuckelemente – auch durch die Ausführung des Kircheninneren in einheitlich weißer Farbe ohne Gemälde – zurücktreten. Der Kirchenbau wurde zum Vorbild vieler spätbarocken Kirchen im süddeutschen Raum. Die Kirche wurde 1707 zu Ehren der Unbefleckten Jungfrau Maria eingeweiht.

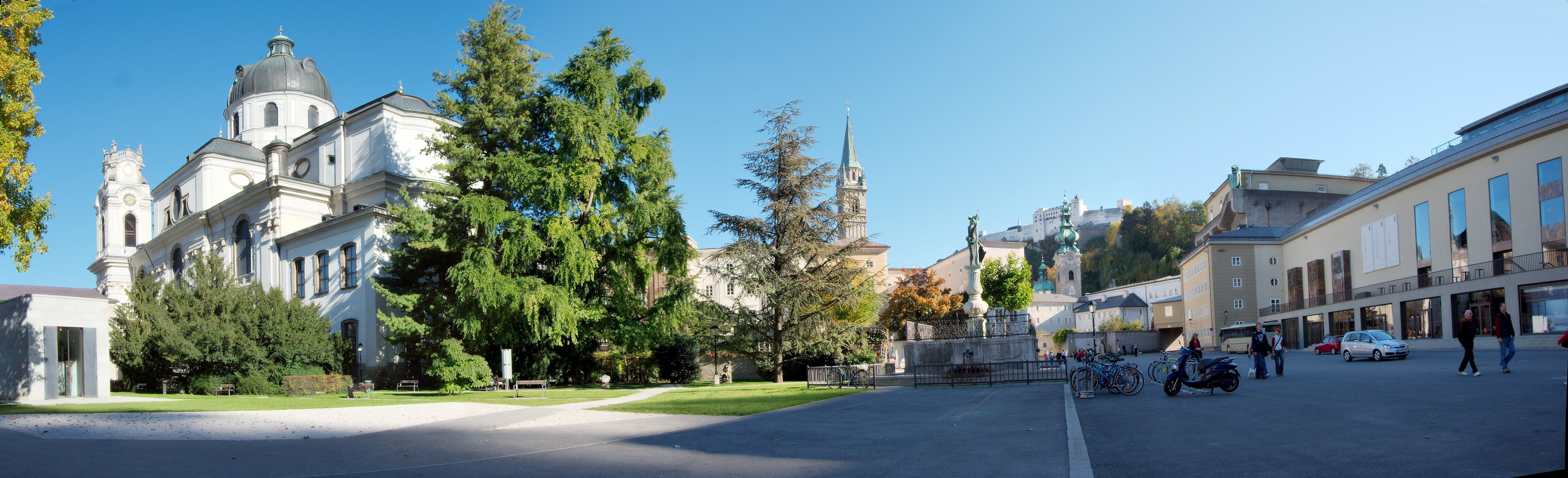
Blick von der Hofstallgasse auf Kollegienkirche und Festspielhaus

Die Kirche weist drei Teile auf: die Schaufassade im Osten, das Haupthaus und die stufig abfallenden Anbauten im Westen. Die Türme besitzen bei dieser Kirche keine Turmhaube mehr, sie lösen sich vielmehr nach oben hin feingliedrig in von allegorischen Figuren gekrönten Balustraden auf. Die Figuren stellen links die vier Erzengel und rechts die vier römischen Kirchenväter dar. Die Gestalt der Heiligen Maria auf einer Mondsichel krönt die Mitte des Bauwerkes. Die großen Fenster der Fassade öffnen den Bau nach außen und lösen die Schwere der mittleren Fassadenfront auf.
Die Kirche ist innen als hoch aufragenden Tonnengewölbe in Kreuzform mit Kolossalpilastern und einer zentralen hohen Tambourkuppel gestaltet, wobei der Bau durch die vier hohen Hauptkapellen, die den Heiligen der klassischen vier Fakultäten (Thomas von Aquin, Lukas, Ivo und Katharina) geweiht sind, zu einem Zentralbau vereinheitlicht wird. Diese in den Kirchbau integrierten offenen Kapellen mit ihren Altären prägen neben dem Hauptaltar das Bild des Kircheninneren. Der Altar, von Pater Bernhard Stuart entworfen und von Josef Anton Pfaffinger ausgeführt, löst sich in Stuckfiguren nach oben hin auf. Vor den Säulen stehen allegorische Figuren der Musik, Poesie, Malerei und Baukunst und der vier Fakultäten. Darüber schweben Liebe und Hoffnung, beflügelt vom Glauben.

### Kajetanerkirche St. Maximilian
Als kirchlicher Ort ist die heutige Kajetanerkirche mit ihrem angeschlossenen Spital der Barmherzigen Brüder, nächst dem alten Stadttor (Inneres Nonntalertor, Inneres Erentrudistor) gelegen, sehr alt. Urkundlich stand hier schon 1150 eine Kirche und ein Spital. Hier befand sich aber auch das Raplbad, in dem der Arzt Bombastus Theophrastus von Hohenheim, genannt Paracelsus wirkte. Im Jahr 1684 erfolgte durch Erzbischof Max Gandolf Kuenburg die Stiftung eines Priesterseminars unter Leitung der Theatiner (allgemein nach ihrem Gründer Kajetaner genannt). Von 1685 bis 1697 wurde hier unter Leitung des Italieners Giovanni Gaspare Zugalli die neue Kirche und das vorgesehene Priesterseminar erbaut. Erzbischof Johann Ernst von Thun, der ab 1687 regierte, war kein Freund des „Wälschen Barock“ und der Theatiner, weshalb Zugalli lange um die Endabrechnung streiten musste. Das Priesterseminar wurde dann an der Seite der Dreifaltigkeitskirche unter neuer Leitung errichtet.
Zwei Flügelbauten des ehemaligen Klosters umschließen die in die Gebäudeflucht eingebettete kleine Kirche. Der Zentralbau ist von einer hohen Tambourkuppel gekrönt, an die seitlich 4 kleine Kapellen integriert sind. Kleine dekorative Wandfelder mit Scheinfenstern und Emporen vervollständigen die Kirche. Das Kuppelfresko wurde von Paul Troger geschaffen. Auch das Altarbild des Hochaltars mit der Marter des Hl. Maximilian, das Altarbild des rechten Seitenaltars und vier Bilder auf Leinwand über den Beichtstühlen wurden von Paul Troger geschaffen. Das Altarbild des linken Seitenaltars stammt von Johann Michael Rottmayr. Eine Besonderheit ist die Heilige Stiege neben der Kirche, die in Nachahmung der römischen Scala Santa 1712 hier errichtet wurde. Sie besteht aus 49 Stufen, darf nur kniend erklommen werden und führt hinauf zum Kreuzaltar, der um 1750 geschaffen wurde.
1809 wurde die Niederlassung der Kongregation der Theatiner aufgehoben. Das Gebäude diente nun als Garnisonsspital. 1923 wurde es den Barmherzigen Brüdern in Fortführung der Spitalsarbeit übergeben.

### Ursulinenkirche St. Markus
Dem Erzbischof Johann Ernst von Thun waren als Landesfürsten soziale Aufgaben stets wichtig. So berief er 1695 zur besseren Bildung der weiblichen Jugend die Kongregation der Ursulinen nach Salzburg, die zuerst außerhalb der Stadt im heutigen Schloss Arenberg untergebracht wurde, bald aber stadtnahe zum Klausentor hin übersiedelte.
1699 wurde hier daher der Grundstein für das Ursulinenkloster und die angeschlossene Kirche St. Markus gelegt. Der Baumeister Johann Bernhard Fischer von Erlach übernahm die Leitung des Baus. Die Kirche wurde 1705 vollendet, das angeschlossene Klostergebäude danach von 1713 bis 1726 errichtet. Auf dem schmalen Raum zwischen der hohen Felswand des Mönchsbergs und der Festungsmauer zur Salzach hin errichtete der Architekt ein Kirchengebäude mit harmonisch schwingenden Linien und barocker Lebendigkeit. Die Türme sind den schmalen Raum nutzend seitlich zurückgesetzt. Der Vorbau der Kirche besitzt Kapitelle im ionischen Stil mit einem aufgesetzten Dreiecksgiebel, der von der Figur des Heiligen Markus umrahmt und von den Heiligen Augustinus und Ursula bekrönt wird. Diese Figuren wurden vermutlich von Bernhard Michael Mandl geschaffen. Das Innere ist kreuzförmig gestaltet, die Querarme sind dabei sehr kurz. Die Gewölbemalereien wurden 1756 von Christoph Anton Mayr ergänzt.
Das Kloster der Ursulinen mit seiner angeschlossenen Schule (Privatgymnasium) wurde 1957 nach Glasenbach verlegt, die ehemaligen Klosterräume werden seit 1959 weitgehend vom Naturkundemuseum Haus der Natur Salzburg genutzt.

## Profanbauten

### Alte Residenz
Die Alte Residenz ist die historische fürsterzbischöfliche Palastanlage. Sie liegt zwischen dem heutigen Residenzplatz und der heutigen Sigmund-Haffner-Gasse und ist zuerst um 1120 urkundlich nachgewiesen. Neubauten erfolgten vor allem im 15. und 16. Jahrhundert, vor allem unter Erzbischof Wolf Dietrich von Raitenau. Der Trakt gegen den Alten Markt wurde unter Markus Sittikus errichtet, jener um den Haupthof wurde unter Paris Lodron fertiggestellt, unter Guidobald von Thun erhöht und unter Franz Anton von Harrach neu fassadiert. Zwischen 1915 und 1918 war die Residenz Wohnsitz von Mitgliedern des Kaiserhauses und deren Verwandten der Linie Habsburg-Toskana. Auch Carolina Augusta wohnte hier.
Die Alte Residenz gruppiert sich um vier Innenhöfe: den Haupthof (mit Zugängen vom Residenzplatz und Domplatz), den Hof des Toskanatraktes, den Hof der ehemaligen Dietrichsruh und den kleinen Hof des Wallistraktes. Die Residenz besteht aus über 180 Räumen und Sälen, darunter 15 Prunkräume. Bekannt sind hier der große Carabinierisaal mit einem großen Deckengemälde von Johann Michael Rottmayr. Die anschließenden Fürstenräume (Rittersaal, Konferenzzimmer, Arbeitszimmer, Schatullenkabinett, Schlafzimmer, Hauskapelle und Gesellschaftszimmer) wurden unter Leitung von Johann Lucas von Hildebrandt neu gestaltet und von Rottmayr und Martino Altomonte mit Gemälden versehen.
In diesen prunkvollen Räumen hat auch Wolfgang Amadeus Mozart vor dem Fürsterzbischof musiziert. Hier hat 1775 Mozart sein Violinkonzert in A Dur (KV 219) uraufgeführt. Die Salzburger Residenz zählt zu den wertvollsten Profanbauten der Salzburger Altstadt. Im 2. Stock befindet sich die heute die Residenzgalerie Salzburg, in der die erhaltenen Gemälde der Gemäldesammlung der Fürsterzbischöfe aufbewahrt und gezeigt werden.

### Neue Residenz
Die neue Residenz errichtete Wolf Dietrich von Raitenau. Schon 1588 hatte der Fürst mit der Demolierung der dortigen Bürger- und Domherrenhäuser begonnen. Anfangs diente die Neue Residenz wohl als Wohnsitz für die Brüder des Erzbischofs und als repräsentative Herberge für fremde Fürsten. Vielleicht war dieses Gebäude auch als spätere ständige Unterkunft des Erzbischofs gedacht. Erzbischof Colloredo ließ 1786 das dortige Zeughaus räumen und großteils zu Verwaltungsräumen umbauen.
Im 2. Stock befinden sich die Prunkräume mit Spiegelgewölben und reichem bunten Stuckdekor. Der Saal der Tugenden (antecamera) ist ein Rechtecksaal mit Stuckkassettendecke und allegorischen Figuren, wobei die drei theologischen Tugenden im Mittelpunkt stehen. Im Gloriensaal findet sich an der Decke die Darstellung der Gloriole mit Engelschören. Im Ständesaal sind dort Darstellungen des aufopfernden Verhaltens: (Horatius Cocles verteidigt die Tiberbrücke, Gaius Mucius Scaevola legt seine Hand ins Feuer, Opfertod des Marcus Curtius). Der Feldherrensaal mit dem Wappen Wolf Dietrichs auf Goldmosaikgrund zeigt halbfigürliche Darstellungen von Karl dem Großen und anderen Herrschern.
Heute ist die Neue Residenz als neues Salzburg Museum genutzt. Hier befindet sich in einem getrennten Raum im zweiten Hof der Neuen Residenz auch das bekannte Sattler-Panorama, das Johann Michael Sattler mit Hilfe von Friedrich Loos (Landschaft) und Johann Schindler (Figuren) malte. 1828 war das große Rundgemälde, das als Großbild die Architektur der Stadt und Umgebung der Zeit minutiös festhielt, fertig.
Das Glockenspiel entstand aus einem von Wolf Dietrich von Raitenau dem Bau vorgesetztem Turm, der ursprünglich fünfgeschoßig war. 1701 wurde diesem Turm ein Achteckaufbau in offenen Rundbogenarkaden aufgesetzt und mit 32 Glocken des Antwerpener Gießers Melchior des Haze (1688/1689) versehen, die Erzbischof Johann Ernst von Thun anfertigen ließ und welche dann der Salzburger Hofuhrmacher Jeremias Sauter hier zusammenbaute. Im Erdgeschoß ist dem Turm ein Arkadengang vorgestellt, der das Eingangsportal für das Salzburger Heimatwerk bildet.

### Alte Universität
Der äußerlich schlichte Bau der Alten Universität wurde 1618 begonnen, als Markus Sittikus von Hohenems den Vorläufer der Universität, das erste Salzburger Gymnasium gründete. Der 1627 begann unter der Leitung Santino Solaris der Ausbau des Gebäudes für die 1623 begründete neue Benediktineruniversität. Nach 1630 wurde der Nordflügel mit der Großen Aula erbaut, 1652 bis 1655 der Bau des Südflügels. Der Hof besitzt Arkadengänge mit Kreuzgratgewölben, die Obergeschoßarkaden im Südtrakt wurden dabei erst 1981 freigelegt. Im Erdgeschoß sind die Gänge als Rundbogenarkaden ausgeführt.

#### Sacellum
Das zur Bauzeit der Alten Universität errichtete und dem Heiligen Borromäus geweihte Sacellum ist ein rechteckiger Raum mit fünfjochigem Kreuzgratgewölbe.
Die Deckenbilder zeigen in ovalen Rahmen die 15 Geheimnisse des Rosenkranzes, ein Thema, das die Bilder der Aula Academia wiederholen. Der Saalbau wurde 1663 erweitert. Der marmorne Hochaltar wurde 1766 bis 1768 nach einem Entwurf von Wolfgang Hagenauer errichtet. Zwei Seitenaltäre entstanden um 1750. Kostbar sind die von Johann Baptist Hagenauer geschaffenen Bleireliefs mit Szenen aus dem Leben der Heiligen Benediktus und Borromäus. Eine Seitenkapelle und eine Sakristei ergänzen den Sakralbau. Heute dient der Raum für katholische Gottesdienste von Hochschulgemeinde, Akademikerverband und Theologiestudenten.

#### Aula academia
Die 1631 errichtete und kürzlich erneut umgestaltete Aula Academia (Große Aula) diente ursprünglich als Kongregationssaal für die Marianische Kongregation des Kollegiums und wurde wahrscheinlich nach Plänen von Wolfgang Hagenauer um 1780 erstmals umgestaltet. Sie diente dabei auch als historischer Vielzweckraum für Messen und für Theateraufführung. In den acht Achsen der Ost- und den sieben Achsen der Westseite finden sich die Darstellungen der 15 Geheimnisse des Rosenkranzes. Das ehemalige große Altarbild stammt von Adrian Bloemart und zeigt Christus als Weltenrichter umgeben von seiner Mutter Maria und von Heiligen.

### Rathaus

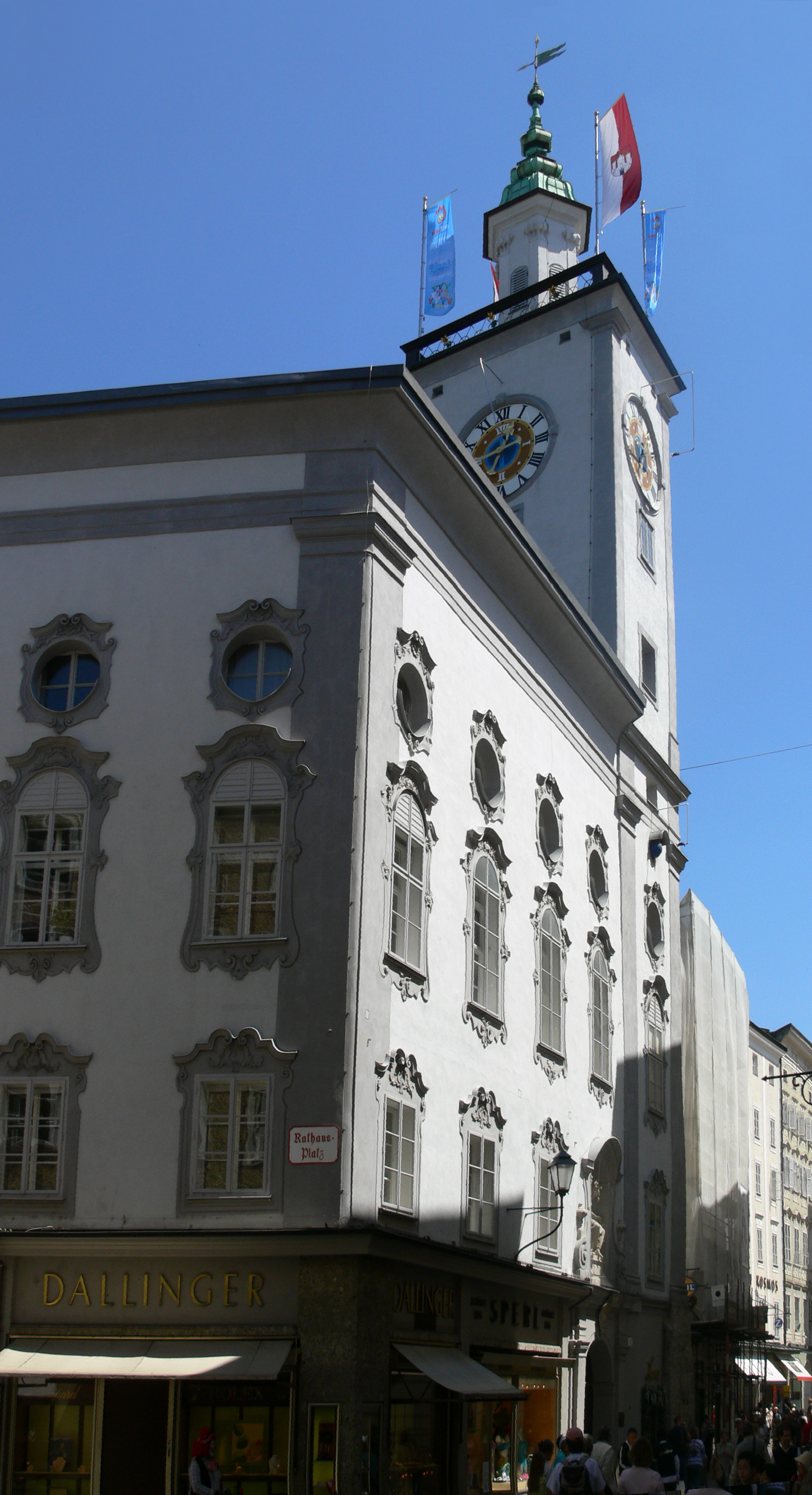
Rathaus

Das Rathaus, am Rathausplatz und am Kranzlmarkt gelegen, ist heute ein viergeschoßiger Bau mit Rokokofassade und einem stadtbildprägenden charakteristischem kleinen Turm. Es wurde im 14. Jahrhundert als Wohnhaus des Patriziergeschlechtes des Keuzl (Keutzlturm) genutzt und wurde 1407 von der Stadtgemeinde erworben und dann unter Erzbischof Markus Sittikus 1616 bis 1618 vollständig umgebaut. Die heutige Rokokofassade wurde 1772 hergestellt. Das kleine sechseckige Glockentürmchen mit seiner mehrteiligen Haube enthält alte Glocken von Hans Ralb (14. Jhd.) und Christoph Sesselschreiber (1519). Bemerkenswert ist die alte Turmuhr mit ihrem langen im Turminneren schwingenden Pendel. Das große mechanische Werk ist das vermutlich älteste erhaltene Uhrwerk im Land Salzburg. Auch eine alte Mondphasenuhr von 1618 findet sich an der Fassade des Hauses.
Die Figur der Justitia in einer Nische der Außenfassade weist auf die frühere Funktion des Hauses als Gerichtsstätte hin und stammt von Hans Waldburger (1616).
Im zweiten Stock ist neben dem Sitzungszimmer des Gemeinderates der Stadt Salzburg die große bekannte Ansicht der Stadt Salzburg von Hans Kulstrunk von 1916 zu sehen. Die bekannte Säulenhalle des Rathauses, die für vielfältige Zwecke (vor allem als Galerie und Ausstellungsraum) genutzt ist, ist eine zweischiffige und fünfjochige Halle mit flachen Kreuzgratgewölben auf toskanischen Säulen und Pilastern.
Kürzlich wurden im Keller des Rathauses Mauern aus der Zeit des 12. Jahrhunderts und ein Münzschatz aus dem 17. Jahrhundert gefunden. Der bisher älteste Pflasterboden Salzburgs aus großen, sorgfältig verfugten Salzachkieselsteinen, aus dem 12. Jahrhundert stammend, wurde hier unter Leitung des Stadtarchäologen Wilfried K. Kovacsovics freigelegt. Auch ein Rest der alten Stadtmauer der Stadt Salzburg aus der Zeit der ersten Befestigung der Stadt ist hier freigelegt. In den letzten Jahren wurde das Gebäude unter Leitung von Rüdiger Schobersberger restauriert.
Heute ist das Gebäude im Erdgeschoß von Geschäften, sonst aber von Magistratsabteilungen genutzt. Die regelmäßigen Sitzungen des Gemeinderates der Stadt Salzburg finden hier im Großen Saal im 2. Stock statt.
Unmittelbar neben dem Rathaus steht das vermutlich älteste erhaltene Patrizierhaus der Stadt Salzburg (Kranzlmarkt 3).

### Hofmarstall (Festspielhaus), Felsenreitschule und Marstallschwemme

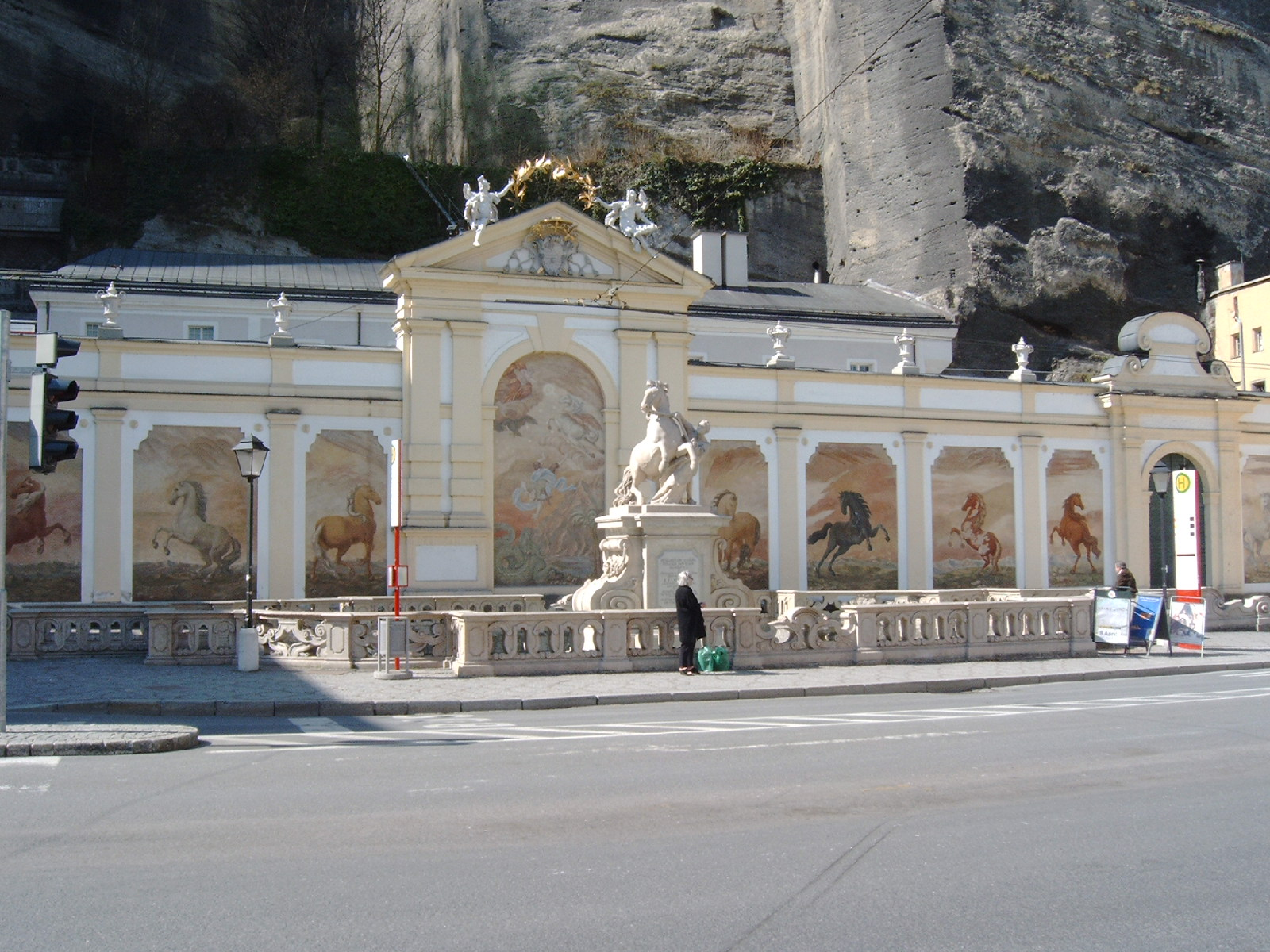
Pferdeschwemme vor dem früheren fürstlichen Marstall

Der Hofmarstall wurde in der Anlage mit seiner langgestreckten Front zur Hofstallgasse von Erzbischof Wolf Dietrich von Raitenau errichtet. 1662 wurde dieser Bau erweitert und die Winterreitschule eingerichtet. Ein weiterer Ausbau erfolgte unter Erzbischof Johann Ernst von Thun. Die Sommerreitschule und die Fassade der nördliche Schmalseite zum Karajanplatz und zur Marstallschwemme hin wurde nach Plänen von Johann Bernhard Fischer von Erlach 1693/94 gestaltet. Der dortige marmorne Torbogen zeigt auf Postamenten sitzende allegorische Frauenfiguren (Europa und Asien darstellend), mit Einhörnern, den Wappentieren Erzbischof Thuns. In der Zeit der Monarchie war der Hofmarstall als Kavalleriekaserne genutzt. 1925 erfolgte der 1. Umbau zum Festspielhaus für die Salzburger Festspiele unter Architekt Eduard Hütter, 1926 und 1937/38 ein weiterer Ausbau unter Architekt Clemens Holzmeister. Der Stadtsaal, Teil der ehemaligen Winterreitschule (1926 durch Holzmeister umgestaltet) enthält ein Deckenfresko von Johann Michael Rottmayr und Christof Lederwasch. Nach Übersiedelung des Hauses der Natur in das ehemalige Ursulinenkloster (1956) erfolgte bis 1960 der Neubau des Großen Festspielhauses nach Plänen von Clemens Holzmeister.
Die Felsenreitschule wurde 1693 unter Erzbischof Johann Ernst von Thun vermutlich nach Entwürfen von Johann Bernhard Fischer von Erlach ausgestaltet. Die glatten, zueinander einen rechten Winkel bildenden Wänden des Mönchsbergs, die durch vorangegangene Steinbrucharbeit entstanden waren, wurden dabei mit dreigeschoßigen flachbogigen Arkaden ausgestattet. Dieser Ort dient heute als Aufführungsstätte für die Salzburger Festspiele. Im Zuge der Adaptierungen wurde die heutige Zuschauertribüne, die Unterbühne und eine Überdachung 1968/69 von Clemens Holzmeister errichtet (letztere 2011 neu konstruiert).
Die Marstallschwemme wurde im Zuge der Neugestaltung des Hofmarstalles durch Johann Bernhard Fischer von Erlach entworfen. Die dortige Statue des Rossebändigers, ein sich aufbäumendes fürsterzbischöfliches Pferd bändigend, ist eine gelungene Skulptur mit einem hohen Maß an Dynamik und war ursprünglich auf den Hofmarstall hin ausgerichtet. 1732 wurde diese Pferdeschwemme unter Erzbischof Leopold Anton von Firmian in seine heutige Gestalt gebracht. Sein Wappen ziert den damals ausgetauschten Sockel der Pferdeschwemmenskulptur. Die Schauwand mit den kunstvollen Pferdefresken stammt in der Anlage ebenfalls aus der Zeit Fischer von Erlachs und wurde von diesem entworfen. Die heutigen Fresken stammen von Franz Anton Ebner.

### Sigmundstor
Hofkriegsrat Guidobald Franz Freiherr von Hegi trat 1676 an Max Gandolf heran und schlug vor, den Mönchsberg an der schmalsten Stelle zu durchtrennen. Der Durchstich sollte sich durch den Verkauf von Quadern selbst finanzieren. Dadurch sollte ein erhöhtes Steueraufkommen ermöglicht werden, die Absiedlung feuergefährlicher Betriebe möglich werden, neuer Wohnraum geschaffen und nicht zuletzt eine einfache Verteidigung der Riedenburg sichergestellt und damit die Verteidigung von Stadt und Festung verbessert werden. Von 1676 bis 1687 (Tod Max Gandolfs) wurde daher ein Steinbruch beim Hofstall betrieben und in 35 Meter Breite der Berg abgegraben. Erzbischof Sigismund III. Christoph von Schrattenbach griff den alten Gedanken wieder auf. Eine Kommission befürwortet in der Folge aber eine Tunnelerrichtung. Hofbauverwalter Wolfgang Hagenauer sollte den von Hagenauer überarbeiteten Plan umsetzen. 1765 erfolgte der Durchstich des Berges und 1766 seine Eröffnung. Der Plan sah vor, die beiderseitigen Fassaden durch Hagenauer ansprechend zu gestalten und in Riedenburg als Vorwerk in Form eines Ruinenparks zu verwirklichen. Der Park kam durch den Tod Sigismunds 1772 nicht mehr zur Ausführung. Bis ins spätere 19. Jahrhundert war das Sigmundstor von einem Zwinger geschützt, der mit einem Steckentor (d. h. mit Palisaden) geschlossen werden konnte.

### Reste alter Wehranlagen abseits der Festung
Aus der Zeit der 1. Stadtbefestigung (um 1280) stammen:
- Stadtmauerreste in Altstadthäusern (nicht zugänglich; etwa im Keller des Rathauses oder im Schatzhaus)
- Der Rote Turm (heute Freyschlössl) und der Abts- oder Lambergturm am Mönchsberg (beide heute stark verändert) und weitere Wehrtürme auf dem Mönchsberg (Richterhöhe).
- Wehrmauern beim Kloster Nonnberg und Nonnbergtor (Stadttor)

Aus der Zeit der 2. Stadtbefestigung (etwa 1465–1480) stammen:
- Die Bürgerwehr am Mönchsberg, ein achttürmiger Stadtmauerteil mit doppeltem Mauerzug samt aufgesetzten Wehrgängen (über Sigmundstor), hier 2005/2006 erste Restaurierungsarbeiten unter Leitung von Rüdiger Schobersberger
- Die Reste des Erentrudistores im Keller des Hauses Schanzlgasse 14 (Landeskindergarten), erweitert unter Paris Lodron, wenige Jahre später aber als Stadttor aufgelassen.

Aus der Zeit der 3. Stadtbefestigung (um 1620–1648, der Zeit des Dreißigjährigen Krieges) stammen:
- die Müllner Schanze als dreistufige Wehranlage mit Augustinerpforte und Monika-Pforte und nächstgelegen dem Gstätten-Kavalier (Humboldt-Terrasse). Der vordere Wehrgraben ist heute zugeschüttet und durch einen serpentinenartigen Straßenneubau stark beeinträchtigt.
- der durchgehende Wehrmauernzug und skarpierte Felsen des Mönchsbergs (in der ersten Anlage älter) mit Wehrtürmen des Lodronschen Zwingers der heutigen Richterhöhe
- Die „Katze“ (in der ersten Anlage älter)
- ein Stadtmauerrest am Rudolfskai beiderseits des ehemaligen Michaelstores,
- ein Stadtmauerrest in der Basteigasse
- Das Gstättentor (1618, erste Anlage 1280)
- Das Klausentor (1612, erste Anlage um 1280)

## Wichtige historische Gassen und Plätze

### Domplatz mit der Mariensäule
Der allseitig geschlossene Platz vor der Domfassade ist durch Arkaden, den von Giovanni Antonio Darios errichteten „Dombögen“ mit dem Residenzplatz und dem Kapitelplatz, sowie mit weiteren Arkaden mit der Franziskanergasse verbunden. Südseitig schließt der Konventtraktes des Stiftes St. Peter an, nordseitig die Alte Residenz.
1776 bis 1771 wurde von Wolfgang Hagenauer und Johann Baptist Hagenauer aus Blei eine auf einem Wolkenberg und einer Weltkugel thronende Statue der Maria Immaculata errichtet, die an den vier Seiten von je einer allegorischen Figur (Engel, Teufel, Wahrheit und Kirche) umgeben ist. An den Sockelwänden finden sich Büste und Wappen des Erbauers, Erzbischof Sigismund III. Christoph von Schrattenbach und weitere allegorische Darstellungen. Tafeln erklären hier auch den Zusammenhang der Figuren. Die Marienstatue wird im Blick von den Arkaden der Franziskanergasse mit der – schon früher angebrachten Krone bekrönt, die von zwei Engeln getragen auf der Domfassade angebracht ist.
Auf dem Domplatz vor der Domfassade finden im Rahmen der Salzburger Festspiele seit 1920 alljährlich die Aufführungen des Jedermann von Hugo von Hofmannsthal statt.

### Residenzplatz mit Residenzbrunnen

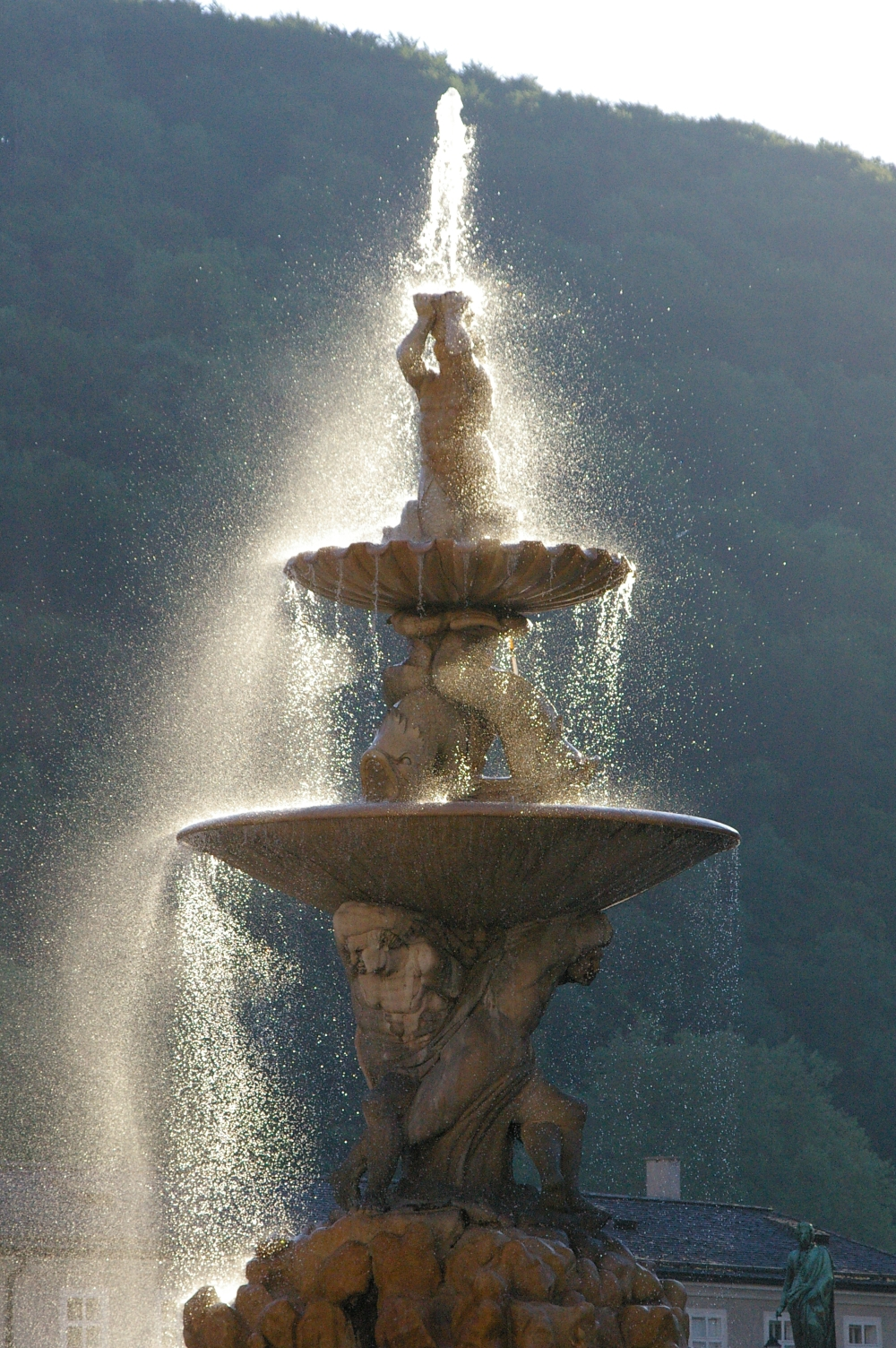
Residenzbrunnen, größter Barockbrunnen Mitteleuropas

Der Residenzplatz (in seiner heutigen Größe) ist unter Schleifung von Bürgerhäusern und Entfernung des alten Domfriedhofes durch Erzbischof Wolf Dietrich entstanden und ist ein repräsentativer prunkvoller Vorplatz der fürsterzbischöflichen Residenz. Er wird im Westen von der Alten Residenz, im Osten von der Neuen Residenz mit dem kunstvollen Glockenspiel und im Süden vom Dom begrenzt. Im Norden schließen in einer geschlossenen Fassade Bürgerhäuser an, die im Kern auf mittelalterliche Bauten zurückgehen.
Der Residenzbrunnen ist ein monumentaler Brunnen, der größte Barockbrunnen Mitteleuropas, der zwischen 1656 und 1661 im Auftrag von Erzbischof Guidobald von Thun wohl von Tommaso di Garona gestaltet wurde. Das untere Brunnenbecken auf allseitigen stufenartigen Sockeln ist vierseitig symmetrisch und besitzt eine ausgebogene und geknickte barocke Formgebung. Ein mittiger Felsen darauf ist von vier wasserspeienden Meerrossen umgeben. Der Felsen trägt vier nackte athletische Männer mit einer weiteren flachen Wasserschale, in denen drei Delphine wiederum ein flaches Wasserbecken halten. Dieses oberste Becken trägt Triton, der aus einer Tritonschnecke Wasser senkrecht in die Luft stößt.

### Kapitelplatz mit Kapitelschwemme

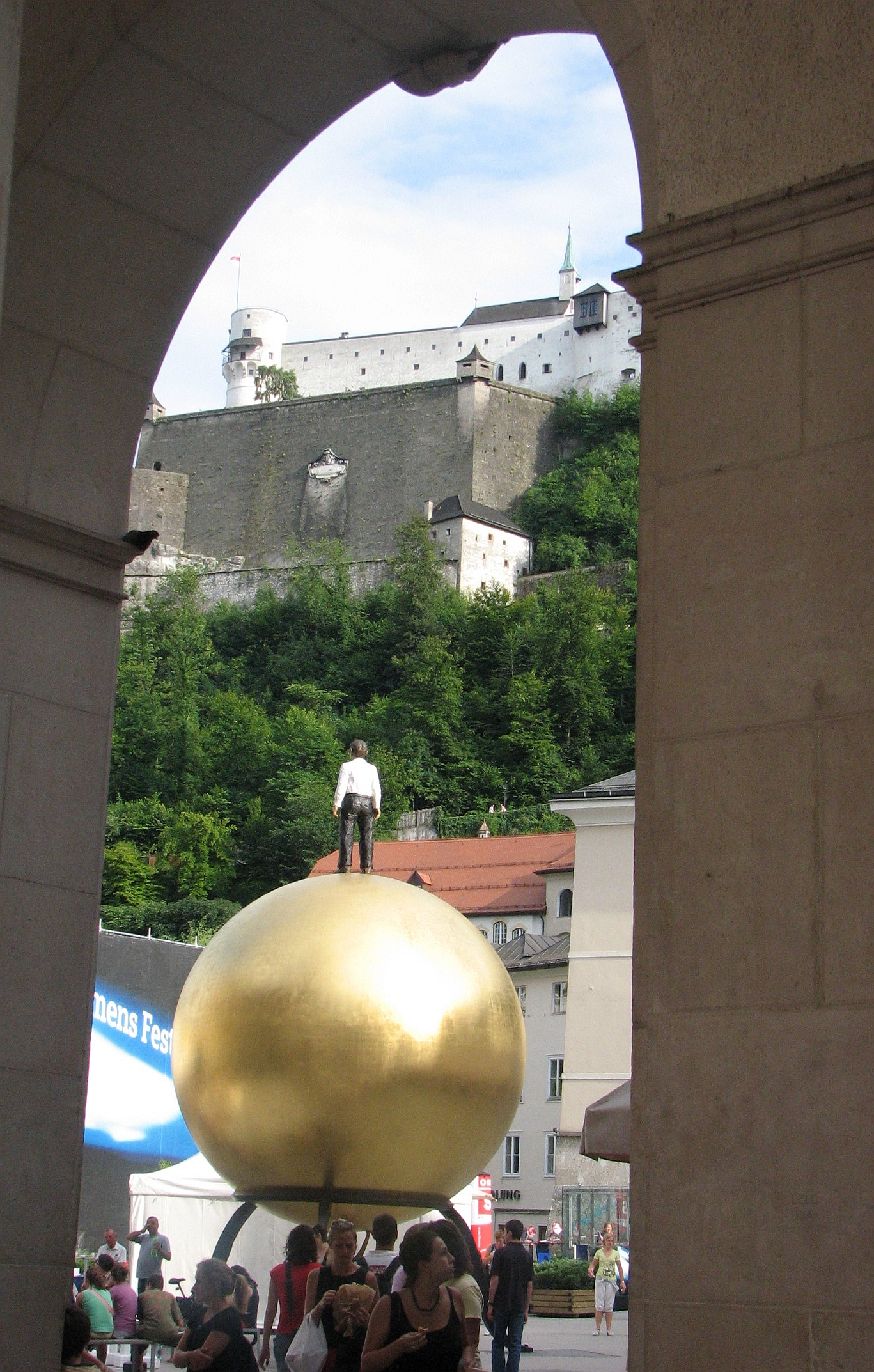
„Sphaera“ von Stephan Balkenhol am Kapitelplatz

Der weitläufige Platz blickt gegen Süden zum Dom, gegen Osten zur Dompropstei und zum Erzbischöflichen Palais und nach Süden zur Festung und zur Kapitelschwemme. Dahinter schließen Kardinal-Schwarzenberghaus, Domkapitel und der Mühlenhof des Stiftes St. Peter an. Im Westen des Platzes folgt der Noviziattrakt des Stiftes St. Peter.
Die Kapitelschwemme ist einer marmorne Pferdeschwemme und stammt in der Anlage aus dem 17. Jahrhundert (einst mit Flügelross Pegasus). Sie wurde 1732 unter Erzbischof Firmian neu errichtet. In der Mitte zeigt sich hier der Meeresgott Neptun mit Dreizack und Krone auf einem wasserspeienden Meeresross. Die Skulptur stammt von Josef Anton Pfaffinger.
Zwischen Kapitelplatz und dem Festungsberg verläuft am Hangfuß die alte Herrengasse (früher Hundsgasse).

### Mozartplatz und Waagplatz
Der Mozartplatz ist ein repräsentativer rechteckiger Platz vor der Neuen Residenz, der durch den Abbruch verschiedene Bürgerhäuser unter Wolf Dietrich von Raitenau angelegt wurde. Das Haus 4 ist der ehemalige Stadtpalais des Adelsgeschlechtes Rehlingen. Daran schließt das 1620 erbaute niedrige Imhofstöckl an. Die Häuser Mozartplatz 8–10 mit ihrer einheitlichen Fassade sind ehemalige Kanonikalhäuser aus dem 17. Jahrhundert. Das Haus 9 trägt das Wappen von Sigismund von Schrattenbach. Unter dem Mozartplatz wurde bei der Aufstellung der Mozartstatue ein großes Mosaik des Archeloos mit einem Athletenkampfbild geborgen. In der Mitte des Platzes steht heute auf einem hohen Sockel das Denkmal von Wolfgang Amadeus Mozart, das 1842 von Ludwig Schwanthaler geschaffen wurde und von Johann Baptist Stiglmaier gegossen.
Der im Nordwesten angrenzende kleine Waagplatz ist ein unregelmäßiger Platz, der ursprünglich als ältester Marktplatz und Gerichtsplatz diente. Das Haus Waagplatz 1 wurde nach 1328 Gerichtsgebäude und später Stadttrinkstube. Die dortigen Bürgerhäuser stammen im Kern aus dem Mittelalter. Das Waaghaus (Waagpl. 3) war vor 1328 Gerichtsgebäude, der heutige Bau stammt aus dem 17. Jahrhundert.

### Alter Markt mit Florianibrunnen
Der alte Handelsplatz wurde im Frühmittelalter (13. Jh.) planmäßig angelegt. An diesen städtischen Marktplatz schlossen einst der Milchmarkt und Kräutermarkt, der Rüben- und Krautmarkt und der Hafnermarkt an. Er besteht heute aus stattlichen Zeilen von Bürgerhäusern, deren Kern meist ins Mittelalter reicht, die aber vielfach frühneuzeitlich überprägt sind.
In der Mitte des Alten Marktes steht heute der Marktbrunnen, der urkundlich anstelle eines alten Ziehbrunnens 1488 hier errichtet wurde, als erstmals Wasser vom Gaisberg über die Stadtbrücke bis zum Alten Markt geleitet werden konnte. Das erhaltene achtseitige Brunnenbecken wurde 1685 bis 1687 gefertigt und ist ringsum mit einem zwei marmornen Treppenstufen umgeben. Es besitzt akanthusgeschmückte Eckpfeiler und Rosetten sowie ein zierliches Spiralgitter, das auf das Wasserbecken aufgesetzt ist und von Wolf Guppenberger 1583 geschaffen wurde. Die Brunnensäule trägt ebenso wie das schmiedeeiserne Gitter als städtischer Brunnen das Wappen der Stadt Salzburg. Die Statue an der Spitze der Brunnensäule stellt den Heiligen Florian dar und wurde 1734 von Josef Anton Pfaffinger geschaffen.
Nächst dem Brunnen mit dem Heiligen Florian wird alljährlich die Florianifeier der Freiwilligen Feuerwehr der Landeshauptstadt Salzburg abgehalten (Angelobungen, Beförderungen, Auszeichnungen).

### Getreidegasse, Griesgasse, Gstättengasse und Ursulinenplatz
Die Getreidegasse ist eine berühmte Einkaufsstraße. Ihr Charakter ergibt sich auch durch die zahlreichen schmiedeeisernen Zunftzeichen. Die Getreidegasse war gemeinsam mit der Gstättengasse bereits zur Römerzeit ein bedeutender Verkehrsweg nach Norden bzw. Westen ins heutige Bayern. Im Mittelalter wurde die Straße erstmals 1150 als „Trabegasse“ erwähnt (Das Wort leitet sich vom Traben der Pferde her, nicht vom Getreide). Gereinigt wurde die belebte Getreidegasse im Mittelalter einmal wöchentlich durch das kurzzeitige Fluten der Gasse mit Almkanalwasser, wodurch die Gasse ausgeschwemmt wurde. Ihre Bekanntheit hat die Getreidegasse vor allem Wolfgang Amadeus Mozart zu verdanken, der hier zur Welt kam.
Von verschiedenen Durchhäusern getrennt, verläuft parallel zur Getreidegasse salzachseitig die Griesgasse, deren Name an den Salzachgrieß erinnert, den groben Sand im Flussbett der Salzach, auf dem diese Gasse allmählich aufgeschüttet wurde.

### Sigmund-Haffner-Gasse, Judengasse und Goldgasse
Die Sigmund-Haffner-Gasse führt von der Getreidegasse nach Süden bis zur Franziskanerkirche und der Franziskanergasse. Nach Westen gelangt dagegen der Besucher von der Getreidegasse über den Alten Markt zur Judengasse, in der im Mittelalter (vor etwa 1400) der Großteil der Salzburger Juden lebte. Vom Alten Markt (oder durch ein kurzes Stück der Brodgasse) gelangt der Besucher weiter zur nahen Goldgasse, in der einst etliche Goldschmiedemeister ihr Handwerk ausübten.

### Das Kaiviertel
Das Kaigassenviertel entwickelte sich entlang des einstigen Hauptstraßenzuges vom Domplatz über den Kajetanerplatz über das Erentrudistor (später Kajetanertor) nach Hallein und Berchtesgaden. Die Gasse setzt sich aus mehreren mittelalterlichen Gassen zusammen und wurde ab dem 12. Jahrhundert allmählich bebaut. Der verwinkelte Straßenzug ergibt sich auch aus einer römischen Tempelanlage (den Göttern Asclepios, Hygieia und Kybele geweiht) die einst zwischen den heutigen Gassen Kaigasse und Krotachgasse stand. Das vorspringende Haus Nr. 4 ist aus der ehemaligen Salvatorkirche hervorgegangen, das Haus Nr. 20 (Ecke Herrengasse) aus der ehemaligen Nicolaikirche.
In der Pfeifergasse findet sich das Wohnhaus des Komponisten und Organisten Paul Hofhaimer. Auch Paracelsus lebte hier einige Jahre. Der dortige Papagenoplatz entstand durch schwere Bombentreffer 1944. Heute steht dort ein hübscher Brunnen, den 1960 die Salzburger Bildhauerin Hilde Heger geschaffen hat. Im „Chiemseehof“, ehemals Sitz der Bischöfe von Chiemsee ist heute der Sitz der Salzburger Landesregierung.

## Historische Friedhöfe und Gärten

### Petersfriedhof
Dieser Friedhof ist neben dem Friedhof des Stiftes Nonnberg die älteste christliche Begräbnisstätte Salzburgs. Er wurde bereits in nachrömisch-antiker Zeit als Begräbnisstätte benützt. Durch seine Lage am Fuß des Festungsberges und sein malerisches Gelände war der Petersfriedhof ein bevorzugtes Thema der Malerei und Dichtung des 19. Jahrhunderts. Im Petersfriedhof finden sich in den Berg hinein gehauene sogenannte „Katakomben“. Sie dienten nicht als Begräbnisort und sind vermutlich spätantiken Ursprungs. Hier sind die Gertraudenkapelle und die Maximuskapelle zu finden.

### Botanischer Garten (Furtwänglergarten)
Bis ins 16. Jahrhundert befand sich hier ein großer Garten mit einer weitläufigen Obstbaumwiese und Gemüsebeeten, genannt der Frauengarten der St. Peter Frauen oder Frohngarten. Er diente wesentlichen landwirtschaftlichen Zwecken und reichte von den Häusern der Getreidegasse und der heutigen Sigmund-Haffner-Gasse bis zum Klausentor. Unter Fürsterzbischof Paris Graf Lodron wurde (schon 1617 war ein akademisches Gymnasium errichtet worden) 1622 im Bereich dieses Gartens die Benediktineruniversität unter maßgeblicher Leitung des Stiftes St. Peter errichtet. Von 1632 bis 1820 wurde das Grünareal als Kollegiumsgarten der Universität genutzt. In den Baumgarten hinein wurde 1694 bis 1707 nach Plänen Fischer von Erlachs die Kollegienkirche errichtet, der verkleinerte Baumgarten blieb aber auch danach lange bestehen. Nach Auflassung des Kollegiumsgartens im Jahr 1780 pflegte bis 1820 der Salzburger Kaufmann und der Pflanzensammler Franz Anton Ranfftl einen privaten botanischen Garten und trieb dabei Handel mit seiner Pflanzensamenbörse. Zwischen 1820 und 1941 war der Garten wieder botanischer Garten. 1835 wurde er offiziell zum k. k. botanischen Garten der medizinisch-chirurgischen Lehranstalt. Die Kustoden betrieben die Anlage bis zum Jahr 1941. In den Nachkriegsjahren wurde endlich der heutige öffentliche Park errichtet, der im Jahre 1954 in posthumer Ehrung der Verdienste des großen Dirigenten Wilhelm Furtwängler (1886–1954) in Wilhelm-Furtwängler-Garten umbenannt wurde. Eine Besonderheit sind der große Ginkgobaum und die Tränen-Kiefer, beide um etwa 1850 gepflanzt und Relikte des alten Botanischen Gartens.

## Alte Klöster
Nicht mehr bestehende Klostergemeinschaften im Altstadtgebiet sind vor allem das Kloster der Domfrauen, der Petersfrauen (heute von den Franziskanern genutzt) und das Kloster der Theatiner (Kajetaner).

### Die Benediktiner-Erzabtei Sankt Peter
Das Kloster St. Peter ist das älteste bestehende Kloster im deutschen Sprachraum, das um 696 (nach Haustradition 582) gegründet bzw. erneuert wurde und auf einer seit der Spätantike bestehenden Klostergemeinschaft aufbauen dürfte. Das Kloster war ursprünglich im Raum des heutigen Kapitelplatzes beheimatet. Die ersten Äbte des Klosters waren zugleich Bischöfe (Rupert, Vitalis, Flobrigis, Johannes, Virgil, Adalram, Liupram, Adalwin) bzw. Erzbischöfe (Theotmar, Pilgrim I., Adalbert II., Egilolf, Herold, Friedrich, Hartwig). Die Hauptaufgabe des Klosters und des Abtbischofs war neben der Seelsorge die (Slawen-)Mission. Gegen Ende des 9. Jahrhunderts setzte sich in dem Kloster die Benediktinerregel als Grundlage des Ordens durch. 987 wurden Kloster und Erzbistum voneinander getrennt und die bisherige Gütergemeinschaft aufgehoben. Mit diesem Schritt erfolgte wenige Jahre später auch die Übersiedlung der Klostereinrichtungen an den heutigen Standort.
Im Mittelalter hatte das Kloster mit der einflussreichen Petersschule und dem Skriptorium (Erstellung wertvoller handschriftlicher Bücher) vielfältige und wichtige kulturelle Aufgaben. Abt Johann von Staupitz, der lebenslang ein Freund Martin Luthers war, ist der bekannteste und wohl bedeutendste Abt des Klosters, der auch maßgeblichen Anteil in der Vorbereitungen zur Gründung der Benediktineruniversität hatte. Er liegt in der Katharinenkapelle des Klosters begraben. 1924 bis 1926 wurde unter Erzabt Klotz das Collegium Benedictinum nach Entwürfen von Peter Berens erbaut. 1939 bis 1945 wurde das Kloster enteignet, die Mönche 1942 bis 1945 großteils aus dem Kloster vertrieben.
Das Stift St. Peter besitzt eine bedeutende Sammlung von Malereien und Plastiken und vor allem von wertvollen Büchern und Urkunden. Das Verbrüderungsbuch des Klosters ist das älteste erhaltene Schriftstück auf dem Gebiet des heutigen Österreich.

### Benediktinen-Frauenstift Nonnberg
Um 715 gründete Rupert auf dem Nonnberg das Benediktinenstift Nonnberg, das heute weltweit älteste dauernd bestehende Frauenkloster. Einst war das Kloster begütert: ihm gehörte im Frühmittelalter auch das Nonntal, dessen Kirche früher eine Filialkirche des Klosters war, und der Raum zwischen Salzach und Leopoldskroner Moor im Süden der Stadt.
Um 1006 brannte die erste Klosterkirche ab. Eine neue Klosterkirche wurde mit Hilfe Heinrich II. im Jahr 1009 vollendet. Aus dieser Zeit sind der mächtige Kirchturm, Portalteile und unter das „Paradies“ mit seinen Fresken erhalten. Durch einen Brand 1423 zum Großteil zerstört, wurde die Klosterkirche in den Jahren 1464 bis 1509 auf den alten Gebäuderechten fußend neu aufgebaut (Spätgotischer Bau). Das mittige gotische Glasfenster hinter dem Altar (1480), gestiftet vom damaligen Bürgermeister Augustin Clanner, der spätgotische Altar (mit neugotischem Beiwerk) aus der Filialkirche Scheffau/Lammer. Das Kloster beherbergt eine bedeutende Sammlung mittelalterlicher Handschriften, gotischer Figuren und Malerei (vor allem spätgotische Altäre). Besonders bemerkenswert ist das „Faldistorium“ (ein Faltstuhl für die Äbtissin, nach 1100 entstanden mit figürlichen Reliefs und Figuren aus Walrossbein) und das Elfenbeinpastorale von 1242.

### Das Franziskanerkloster
Nach Aufhebung des Klosters der Petersfrauen 1583 stand das dortige Kloster leer. Erzbischof-Koadjutor Georg von Kuenburg rief darauf am Beginn der Gegenreformation (zur „inneren Mission“ im Jahr 1587 und zur Seelsorge) die Franziskaner nach Salzburg. Die Gründungspatres kamen dabei aus verschiedenen bayrischen Klöstern. Erzbischof Wolf Dietrich von Raitenau übergab dem neugewidmeten Kloster 1592 die alte Stadtpfarrkirche, die seither Franziskanerkirche heißt, als neue Ordenskirche. Seit damals sind die Franziskaner als Orden in der Stadt ununterbrochen seelsorgerisch tätig.
Der heutige Klosterbau ist mit einem Bogengang mit der Franziskanerkirche verbunden. Der gemäß dem Ordensgrundgedanken sehr schlichte Klosterbau fand mit dem Umbau 1686 bis 1689 im Wesentlichen seine heutige Gestalt. Das Kloster besitzt neben den Gemälden Rottmayrs auch eine wertvolle Bibliothek.
Einer der bekanntesten Ordensangehörigen ist Pater Peter Singer, der Erfinder des Panharmoniums. Dieses Panharmonium vereint Pianino und Harmonium, dessen Register die Instrumente des Symphonieorchesters in ihrem jeweiligen Stimmumfang imitieren. Ein kleines Museum im Kloster erinnert an den vielseitigen Ordensbruder.